# Onorato Damen
Pour les articles homonymes, voir Damen.
Onorato Damen, né le 4 décembre 1893 à Monte San Pietrangeli, dans la province de Fermo et mort le 14 octobre 1979 à Milan, est un homme politique marxiste italien. Il fait partie de la gauche communiste italienne.

## Biographie
Onorato Damen adhère directement à l'aile gauche du PSI en 1910. Pendant la Première Guerre mondiale, il est dégradé en 1917 et emprisonné pendant deux ans pour incitation à la désertion.
À sa libération, il devient membre de la Fraction communiste abstentionniste avec Amadeo Bordiga. En 1921, il fait partie des principaux fondateurs du Parti communiste d'Italie, secrétaire de la Camera del Lavoro de Pistoia et directeur du journal communiste L'Avvenire. Arrêté la même année et accusé de l'assassinat d'un fasciste lors d'un affrontement armé, il doit s'enfuir à Paris, où il est responsable de l'édition de L'Humanité en langue italienne. Revenu en Italie en 1924, il est élu député.
Son deuxième combat commence alors, la lutte contre la dégénérescence de l'Internationale communiste. Il fonde en 1925 avec Bruno Fortichiari, Luigi Repossi et d'autres le Comité d'entente contre la bolchévisation de l'IC et les nouveaux affidés de Moscou : Gramsci-Togliatti.
Il est arrêté comme tous les autres députés communistes en 1926 par le régime fasciste de Mussolini puis il est relégué dans l'île d'Ustica. Il est condamné à 12 ans de réclusion. En 1933, il dirige la révolte des prisonniers de Civitavecchia. Il est libéré puis arrêté en 1935, 1937 et encore en 1940. Il est libéré définitivement en 1943.
Il est le principal fondateur et animateur du Partito Comunista Internazionalista en novembre 1943 dans le Piémont et la Lombardie. Après 1945, il entre en conflit avec la tendance Amadeo Bordiga, jusqu'à la scission intervenue en 1952.

### Différences entre la pensée de Damen et le bordiguisme
Au sein de la gauche communiste italienne, Amadeo Bordiga et Onorato Damen y ont porté des courants assez opposés. Ces oppositions engendreront également une scission au sein du Parti Communiste Internationaliste italien en 1952.
| Différences entre le Bordiguisme et le Damenisme | Différences entre le Bordiguisme et le Damenisme | Différences entre le Bordiguisme et le Damenisme |
| Thème                                            | Bordiga | Damen |
| ------------------------------------------------ | --- | --- |
| Rôle du parti communiste                         | Parti comme gardien du programme communiste, avec une position de quasi-"invariance" doctrinale. Il s’agit d’une conception léniniste du parti très rigide et descendante où toute l’activité est impulsée par le centre qui détiendrait la justesse théorique. Plutôt qu'un "centralisme démocratique", le bordiguisme prône un "centralisme organique". | Parti comme instrument actif de l’intervention révolutionnaire, devant s’engager dans les luttes de la classe ouvrière. Le parti ne doit pas s'identifier à l'État de transition. Le prolétariat ne doit pas déléguer son rôle historique à d'autres ou transférer son pouvoir à d'autres - même pas à son propre parti politique. |
| Théorie de l’"invariance"                        | Centrale. Le programme communiste ne doit pas varier. Toute adaptation est perçue comme une trahison. | Rejette cette idée. Le marxisme est vu par Damen comme un outil vivant, qui nécessite une interprétation dialectique et changeante de la réalité historique. |
| Rapport à la classe ouvrière                     | Hiérarchique : le parti d'avant-garde éclaire mais ne se dilue pas dans les mouvements immédiats. | Lié directement aux luttes concrètes du prolétariat. La pratique révolutionnaire passe par un lien organique avec la classe ouvrière. |
| Tactique et/ou principe                          | Bordiga est hostile à toute tactique de type "opportuniste" (par exemple : participation électorale, alliances temporaires). | Onorato Damen critique l’opportunisme, mais reste plus souple tactiquement, notamment sur l’agitation ouvrière. |
| Stalinisme et Trotskysme                         | Rejette les deux. L'URSS est perçue comme du capitalisme d'état (ou "industrialisme d'Etat"). | Rejette les deux. L'URSS est perçue comme du capitalisme d'état. Damen reproche à Bordiga de ne pas être assez clair et radical dans son analyse sur la nature économique de l'Union Soviétique. |